# Foreste montane miste dei Rodopi
Le foreste montane miste dei Rodopi sono un'ecoregione dell'ecozona paleartica (codice ecoregione: PA0435). L'ecoregione fa parte dell'ecoregione globale denominata foreste miste montane dell'Europa mediterranea, inclusa nella lista Global 200.

## Territorio

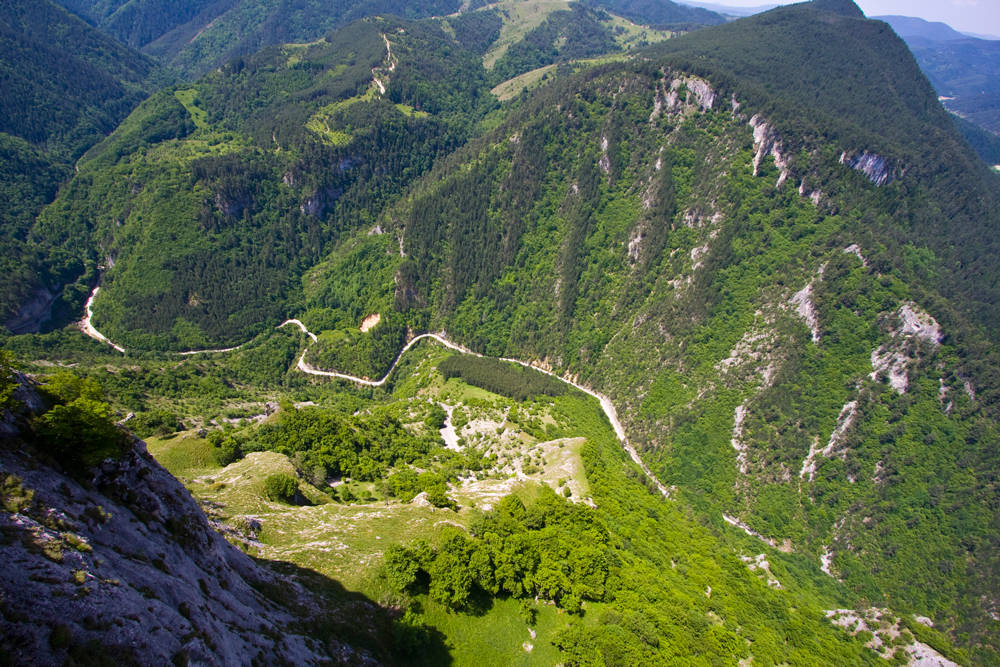
Panorama da Orlovo oko

L'ecoregione dei monti Rodopi è costituita, oltre che da questi, anche dagli Stara Planina, che corrono paralleli al Danubio nella meta settentrionale della Bulgaria: di fatto l'83% delle montagne si trova in Bulgaria. La parte più elevata del territorio ospita delle specie relitte che al termine dell'ultima glaciazione sono rimaste isolate climaticamente e si sono ridotte a colonizzare le sommità di questi monti.

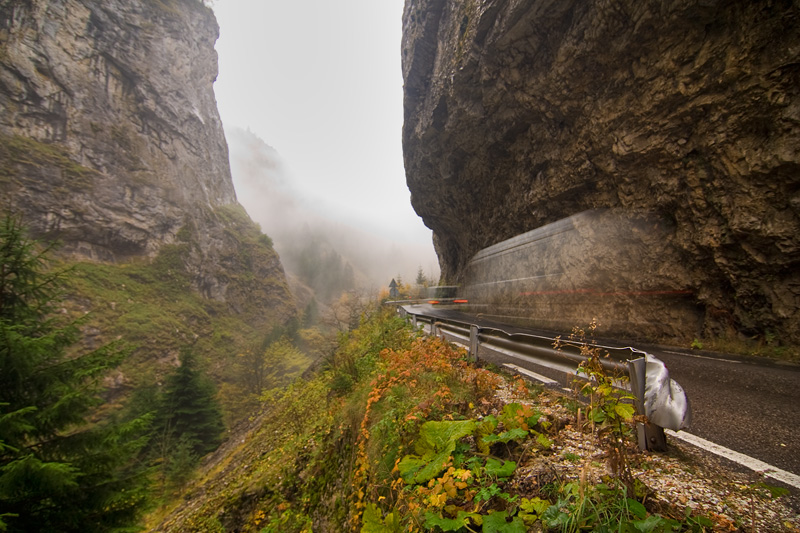
Gole di Trigrad

Nell'ecoregione si trovano anche fenomeni importanti di carsismo, come le gole di Trigrad.

## Flora

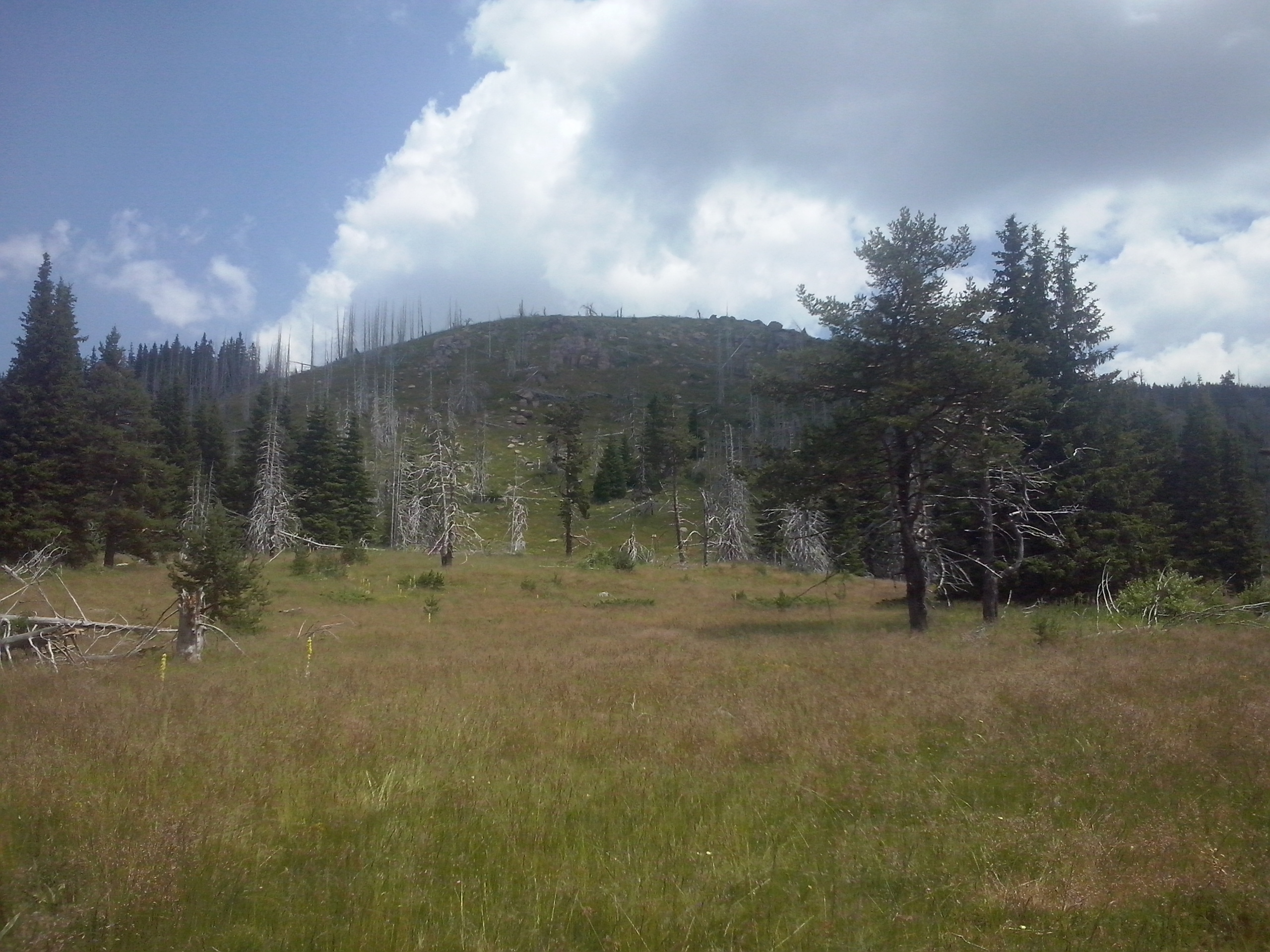
Conifere delle sommità

La flora è tipicamente centroeuropea, con foreste miste decidue caratterizzate da faggio (Fagus sylvatica), carpino orientale (Carpinus orientalis) e querce che coprono la parte intermedia dei versanti, mentre le sommità sono appannaggio delle conifere quali l'abete bianco (Abies alba) e la sua forma ibrida naturale con l'abete greco (A. cephalonica) ovvero Abies × borisii-regis, il peccio (Picea abies) e il pino nero (Pinus nigra).

Alle quote più elevate, le foreste sono sostituite dalle eriche e dalla prateria alpina.

## Fauna
L'ecoregione ospita una popolazione stabile di gatto selvatico (Felis silvestris), orso bruno (Ursus arctos) e di lupo (Canis lupus), tra le 70 di mammiferi di cui ben 27 di pipistrelli.

Molto interessante per l'osservazione degli uccelli, visto che l'ecoregione ospita 36 specie di rapaci e altre specie particolarmente elusive, quali il picchio muraiolo (Tichodroma muraria), il grifone (Gyps fulvus), l'avvoltoio monaco (Aegypius monachus), il capovaccaio (Neophron percnopterus) e l'averla mascherata (Lanius nubicus).

## Popolazione
La popolazione avanza anche in questa zona, pur se marginale rispetto all'economia dei paesi entro i cui confini è compresa. Il cambio climatico e la ricerca di nuove zone di sfruttamento agricolo, oltre che lo sviluppo del turismo fanno sì che l'impatto dell'azione antropica si faccia sentire sempre più.

I monti Rodopi ospitano una popolazione islamizzata di lingua bulgara, i Pomacchi; si tratta di un gruppo etnico particolarmente numeroso nella parte occidentale della regione, che ha mantenuto tradizioni molto particolari e, malgrado sia di origine slava, pratica una forma specifica di islamismo sunnita, in cui sono integrata pratiche cristiane e pagane.

## Conservazione

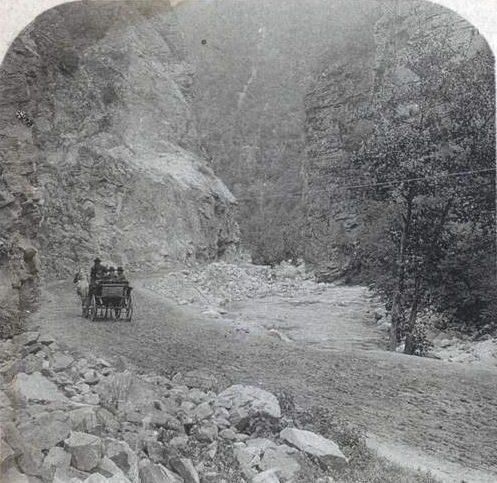
La gola di Chepino, nel 1910

Parecchie specie europee minacciate si trovano in questa ecoregione: lontra europea (Lutra lutra), la martira (Martes martes), aquila imperiale (Aquila heliaca), avvoltoio monaco (Aegypius monachus) e la moretta tabaccata (Aytha nyroca).
In territorio greco, esistono varie aree protette, tra cui il parco nazionale dei Monti Rodopi e il parco nazionale del lago di Kerkini. In Bulgaria, il parco nazionale dei Balcani Centrali, il parco nazionale del Pirin e il parco nazionale di Rila.